# Diocesi di Jos
La diocesi di Jos (in latino: Dioecesis Iotana) è una sede soppressa e sede titolare della Chiesa cattolica.

## Storia
Jos, corrispondente all'isola di Io (o Nio), è un'antica sede vescovile della Grecia, suffraganea dell'arcidiocesi di Rodi.
La sede è sconosciuta al Le Quien nella sua opera Oriens Christianus.
Dal 1933 Jos è annoverata tra le sedi vescovili titolari della Chiesa cattolica; la sede è vacante dal 10 novembre 1965.

## Cronotassi dei vescovi titolari
- Nilus Nicholas Savaryn, O.S.B.M. † (3 aprile 1943 - 3 novembre 1956 nominato eparca di Edmonton)
- James Cunningham † (19 agosto 1957 - 1º luglio 1958 nominato vescovo di Hexham e Newcastle)
- Michał Blecharczyk † (6 luglio 1958 - 10 novembre 1965 deceduto)